# Okupacija v 26 slikah
Okupacija v 26 slikah (srbohrvaško Okupacija u 26 slika) je jugoslovanski vojni film iz leta 1978, ki ga je režiral Lordan Zafranović in zanj napisal scenarij skupaj z Mirkom Kovačem. V glavnih vlogah nastopajo Frano Lasić, Boris Kralj in Milan Štrljić. Dogajanje je postavljeno v Dubrovnik v čas druge svetovne vojne, kjer tri prijatelje doleti različna usoda, hrvaškega Juda Miho (Ivan Klemenc), Hrvata Nika (Lasić) in italijanskega Hrvata Tonija (Štrljić). Slednji se pridruži italijanskim črnosrajčniom, Miho z družino postane tarča pregona NDH, Niko pa se pridruži partizanom.
Film je bil premierno prikazan leta 1978 v jugoslovanskih kinematografih in je naletel na dobre ocene kritikov. Na Puljskem filmskem festivalu je osvojil glavno nagrado velika zlata arena za najboljši jugoslovanski film, ob tem pa še nagradi Miltona Manakija za režijo in srebrno areno za režijo (obe Zafranović). Sodeloval je v tekmovalnem programu Filmskega festivala v Cannesu, kjer je bil nominiran za glavno nagrado zlata palma. Bil je jugoslovanski kandidat za oskarja za najboljši tujejezični film na 51. podelitvi, toda ni prišel v ožji izbor. 
V času Jugoslavije je bil film sporen zaradi več nazornih prizorov spolnosti in nasilja, v času po neodvisnosti Hrvaške pa zaradi realističnega prikaza vojnih zločinov ustašev.

## Vloge
- Frano Lasić kot Niko
- Milan Štrljić kot Toni
- Tanja Poberžnik kot Ane
- Boris Kralj kot Baldo
- Ivan Klemenc kot Miho
- Gordana Pavlov kot Mara
- Stevo Žigon kot Hubička
- Bert Sotlar kot Stijepo
- Marija Kohn kot Luce
- Karlo Bulić kot Paško
- Zvonko Lepetić kot Gavran
- Milan Erak kot Maraš
- Antun Nalis kot Paolo
- Tanja Bošković kot Pina
- Izet Hajdarhodžić kot Dum Đivo